# Mario Vargas Llosa

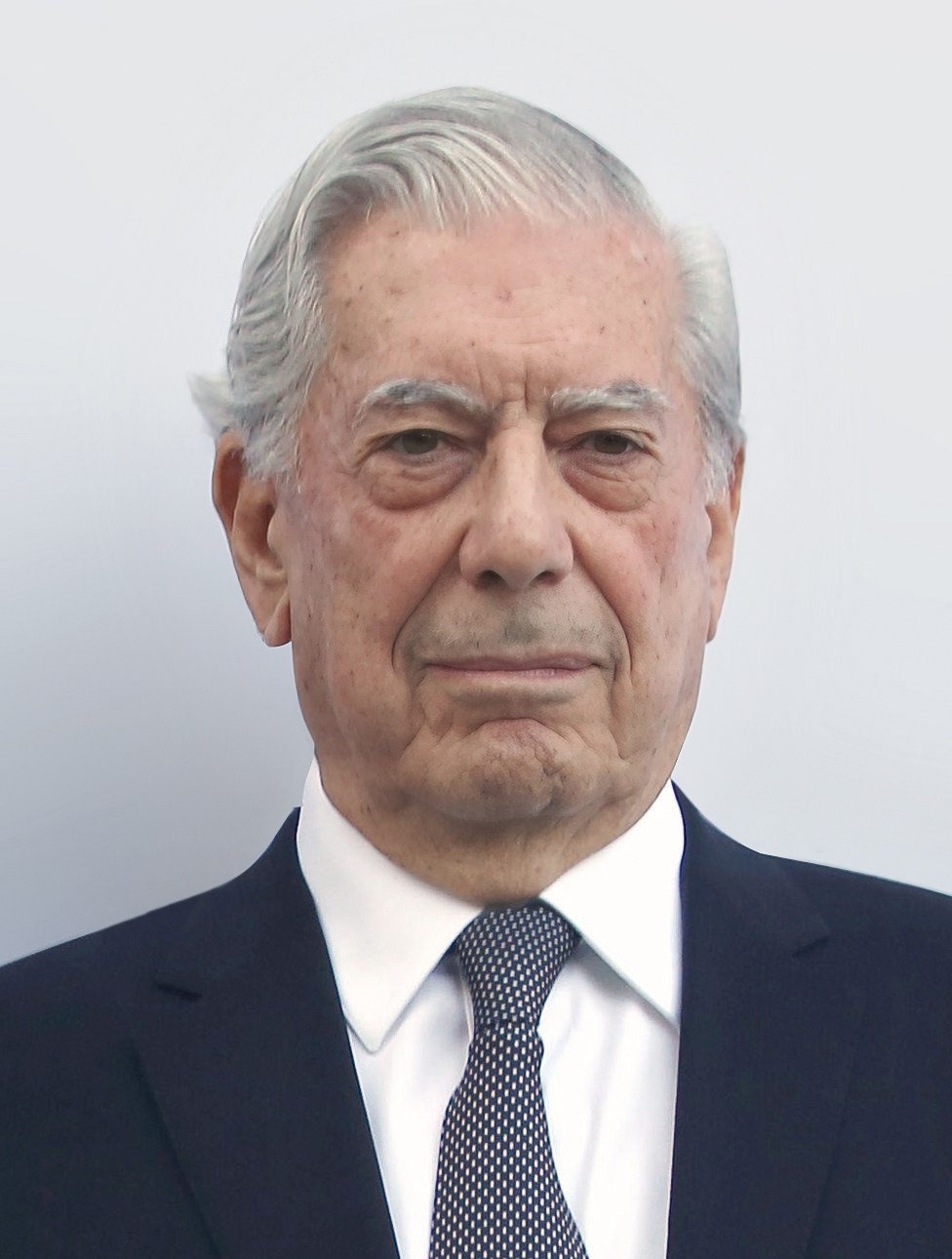
Mario Vargas Llosa (2016)

Jorge Mario Pedro Vargas Llosa [ˈmaɾjo ˈβaɾɣas ˈʎosa] (seit 2011 Marqués de Vargas Llosa; * 28. März 1936 in Arequipa, Peru; † 13. April 2025 in Lima) war ein peruanischer Schriftsteller, Politiker und Journalist, der seit 1993 auch die spanische Staatsbürgerschaft besaß. Er war einer der führenden lateinamerikanischen Romanciers und Essayisten. In den 1980er Jahren engagierte sich Vargas Llosa aktiv in der peruanischen Politik und wurde Vorsitzender einer neuen liberalen Partei. 1990 bewarb er sich als Kandidat eines Wahlbündnisses um das Amt des peruanischen Staatspräsidenten und galt lange als Favorit, verlor dann aber die Stichwahl gegen Alberto Fujimori. Vargas Llosa wurde im Dezember 2010 mit dem Nobelpreis für Literatur ausgezeichnet. Im Februar 2023 wurde Vargas Llosa als erster nicht französisch schreibender Autor in die Académie française aufgenommen.

## Leben
Die Eltern von Mario Vargas Llosa, die sich schon vor der Geburt ihres Sohnes trennten, waren Ernesto Vargas Maldonado, Telegraphist und Flugplatzfunker der Panagra-Gesellschaft in Tacna, sowie Dora Llosa Ureta. Die Mutter entstammte einer in Arequipa alteingesessenen, aus Spanien stammenden Mittelschichtfamilie. Nicht zuletzt wegen ihrer schwierigen Situation als Alleinerziehende übersiedelte sie mit ihren Eltern und ihrem damals einjährigen Sohn nach Cochabamba in Bolivien. Dort verbrachte Vargas Llosa seine Kindheit und absolvierte die Grundschule am katholischen Colegio La Salle. Unter der Regierung von José Luis Bustamante y Rivero wurde sein Großvater mütterlicherseits Präfekt in der nordperuanischen Stadt Piura, weshalb sich die gesamte Familie dort niederließ. 1946 lernte er seinen Vater kennen, worauf er zusammen mit seiner Mutter zu ihm nach Lima zog.
In Piura und Lima besuchte Vargas Llosa weiterhin Schulen der Salesianer Don Boscos, bevor er auf Betreiben seines Vaters für zwei Jahre an eine Militärschule in Callao wechselte. Das letzte Jahr seiner Schulausbildung verbrachte er wieder in Piura, wo er, wie bereits zuvor in Lima, nebenbei in der Redaktion einer Lokalzeitung mitarbeitete und sein erstes Theaterstück, Die Flucht des Inka zur Aufführung brachte.

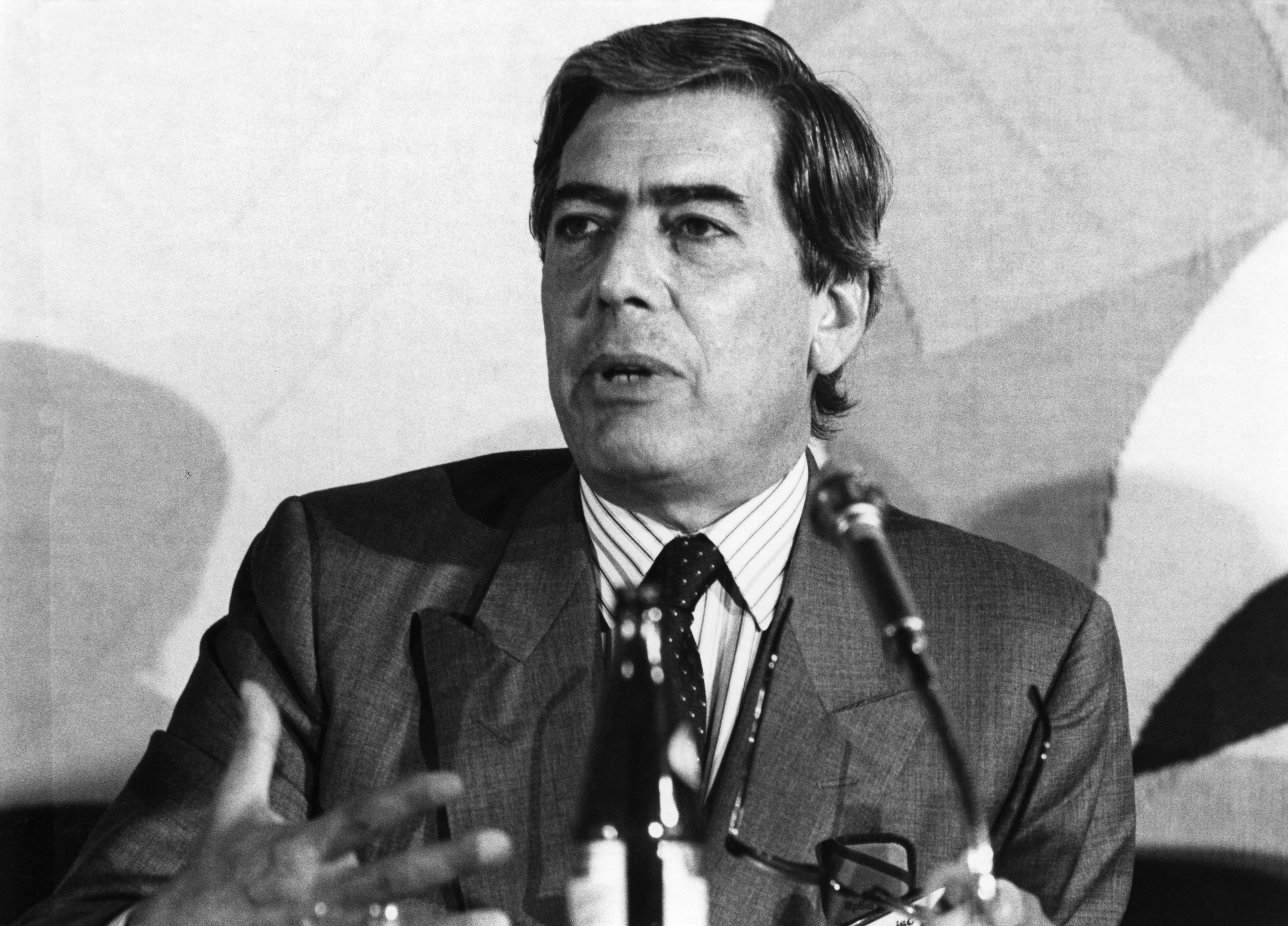
Vargas Llosa (1988)

Nach dem Schulabschluss begann Vargas Llosa in Lima gleichzeitig ein Jura- und ein Literaturstudium an der Nationalen Universität San Marcos; letzteres schloss er ab. Seine schriftstellerische Betätigung nahm in dem Maße zu, wie seine Tätigkeit als Journalist nachließ. In Lima heiratete er mit 19 Jahren Julia Urquidi Illanes, die Schwester einer Schwägerin der Mutter. Die Ehe blieb kinderlos und wurde 1964 geschieden. Mit dem Stipendium Javier Prado promovierte er in Philosophie und Literatur ab 1959 an der Universität Complutense Madrid. Im selben Jahr erhielt er für die Erzählung Die Anführer den Leopoldo-Alas-Preis. Erstes Aufsehen als Schriftsteller erregte Vargas Llosa mit dem Roman Die Stadt und die Hunde (La ciudad y los perros).
1965 heiratete er in Lima seine Cousine Patricia Llosa, die er an der Pariser Sorbonne kennengelernt hatte. Sie bekamen drei Kinder: Álvaro Vargas Llosa, Schriftsteller, Gonzalo und Morgana, Fotografin. Er ließ sich in Paris nieder und arbeitete zusammen mit seiner damaligen Frau für France Télévisions sowie als Journalist für die Nachrichtenagentur AFP. Später zog die Familie nach London und nach Barcelona. 1974 kehrte Llosa nach Peru zurück und wurde im Fernsehen Leiter und Moderator eines politischen Programmes.
In den 1980er Jahren wandte sich Vargas Llosa der Politik zu. Im Gegensatz zu den meist linksgerichteten anderen südamerikanischen Intellektuellen jener Zeit vertrat Vargas Llosa, der sich von seinen eigenen linken Positionen ab den 1960er Jahren distanzierte, überzeugt liberale Positionen. In seiner autobiographischen Schrift Der Fisch im Wasser – Erinnerungen schildert er diese Entwicklung vom Linken zum überzeugten Neoliberalen, wie es Dieter Plehwe ausdrückt. Den Ausdruck Neoliberalismus bewertet Vargas Llosa allerdings als eine „von Feinden des Liberalismus kreierte Karikatur“. In Der Ruf der Horde. Eine intellektuelle Autobiografie beschrieb er ebenfalls später seinen Weg zum Liberalismus. Er stellte seine Jahre als Marxist darin als Jugendverwirrung dar, die auf einer Form der Ergriffenheit angesichts der kubanischen Revolution rund um Fidel Castro beruht habe. Vargas Llosa sah sich selbst, so sein Biograf Juan José Armas Marcelo, als „liberal ohne weitere Zusätze, mit allem, was der Begriff traditionell bedeutet, politisch und intellektuell“. 1986 kritisierte er in Bezug auf Gabriel García Márquez die seiner Ansicht nach einseitige und kritiklose Überbewertung des sozialistischen Modells durch einige lateinamerikanische Intellektuelle mit folgenden Worten:

„Daß ein Schriftsteller in dieser Weise den Führer eines Regimes beweihräuchert, in dem es viele politische Gefangene – darunter mehrere Schriftsteller – gibt, das eine rigorose intellektuelle Zensur praktiziert, nicht die mindeste Kritik duldet und Dutzende Intellektuelle ins Exil gezwungen hat, ist etwas, das mich, wie wir im Spanischen sagen, mit fremder Scham erfüllt.“

Im Fall Uchuraccay, der irrtümlichen Ermordung von acht Journalisten durch indianische Bauern, übertrug ihm der peruanische Präsident Fernando Belaunde den Vorsitz der Untersuchungskommission. Als die von der linksgerichteten Partei APRA gebildete Regierung unter Alan García Pérez 1987 das peruanische Bankenwesen verstaatlichen wollte, führte er den Protest dagegen an. 1987 war Vargas Llosa Mitbegründer und bald darauf Vorsitzender des liberalen Movimiento Libertad. 1988 bildete die Partei mit den zwei großen peruanischen konservativen Parteien eine Allianz, die Nationale Demokratische Front (Fredomo). 1990 bewarb sich Vargas Llosa für die Fredomo um das peruanische Präsidentenamt. Er trat für die Privatisierung von Staatseigentum und eine freie Marktwirtschaft ein. Während des Wahlkampfes galt er als Favorit und erhielt im ersten Wahlgang mit 34 Prozent die meisten Stimmen. In der Stichwahl siegte allerdings der Außenseiter Alberto Fujimori mit 56,5 Prozent.
Nach der verlorenen Wahl wandte sich Vargas Llosa wieder der Literatur zu und wurde Dozent für lateinamerikanische Literatur an mehreren US-amerikanischen Universitäten. Während des Fujimori-Regimes verließ er Peru ganz und zog nach Madrid, wo er ab den 1990er Jahren hauptsächlich lebte. Zusätzlich zu seiner peruanischen Staatsbürgerschaft erhielt er 1993 auch die spanische Staatsangehörigkeit. Häufig verbrachte er zum Teil längere Aufenthalte in London. 1995 wurde er in die Real Academia Española aufgenommen, die maßgebliche Institution für die Pflege der spanischen Sprache. Seit den 1990er Jahren schrieb er Essays für die spanische Tageszeitung El País.
Am 7. Oktober 2010 wurde bekanntgegeben, dass Vargas Llosa den Nobelpreis für Literatur 2010 „für seine Kartographie der Machtstrukturen und scharfkantigen Bilder individuellen Widerstands, des Aufruhrs und der Niederlage“ erhält. Die Preisverleihung erfolgte am 10. Dezember 2010 in Stockholm.
2010 warnte er in seinem Vortrag in der wirtschaftsliberalen Denkfabrik Libertad y Desarrollo („Freiheit und Entwicklung“) vor dem islamischen Fundamentalismus. Dieser habe den Kommunismus als Hauptfeind der Demokratie abgelöst; man dürfe nicht zulassen, dass die islamischen Fanatiker die Demokratie ausnutzen, „um in unsere Gesellschaften einzudringen und um Terror zu säen“.
Im Zusammenhang mit der peruanischen Präsidentschaftswahl 2011 sorgte Vargas Llosa für nationales und internationales Aufsehen, da er die sich abzeichnende Entscheidung zwischen den Kandidaten Ollanta Humala und Keiko Fujimori mit der Wahl zwischen „Aids und Krebs im Endstadium“ verglich. Als es nach dem ersten Wahlgang vom 10. April 2011 tatsächlich zur Stichwahl zwischen diesen beiden Politikern kam, sprach er aber gegen Ende Mai Ollanta Humala öffentlich seine Unterstützung aus und bat alle „peruanischen Demokraten“ (Zitat), für diesen Kandidaten zu stimmen. Auch im Vorfeld der Präsidentschaftswahl 2016 unterstützte er Fujimoris Gegenkandidaten Pedro Pablo Kuczynski. Bei der Präsidentschaftswahl 2021 hingegen, bei der Keiko Fujimori erneut den Einzug in die Stichwahl schaffte, gab er seine Unterstützung für ihre Kandidatur bekannt, da sie im Vergleich zum marxistisch-leninistischen Kandidaten Pedro Castillo „das kleinere Übel“ sei.
Im Januar 2012 lehnte der 75-Jährige das Angebot des neu ins Amt gekommenen spanischen Regierungschefs Mariano Rajoy (PP) ab, die Leitung des dem Goethe-Institut vergleichbaren spanischen Cervantes-Instituts zu übernehmen. Die Tageszeitung El País gab an, Vargas Llosa halte den angebotenen Posten für unvereinbar mit seiner Schriftsteller-Tätigkeit. Im Herbst 2017 war er auf Seiten der spanischen Regierung ein wichtiger Akteur gegen die katalanischen Unabhängigkeitsbestrebungen. Er hielt auf einer Gegendemonstration am 8. Oktober 2017 eine viel beachtete, kämpferische Rede. Im Kontext des Streits um Katalonien verließ Vargas Llosa den PEN International, dessen Präsident er von 1976 bis 1979 war.

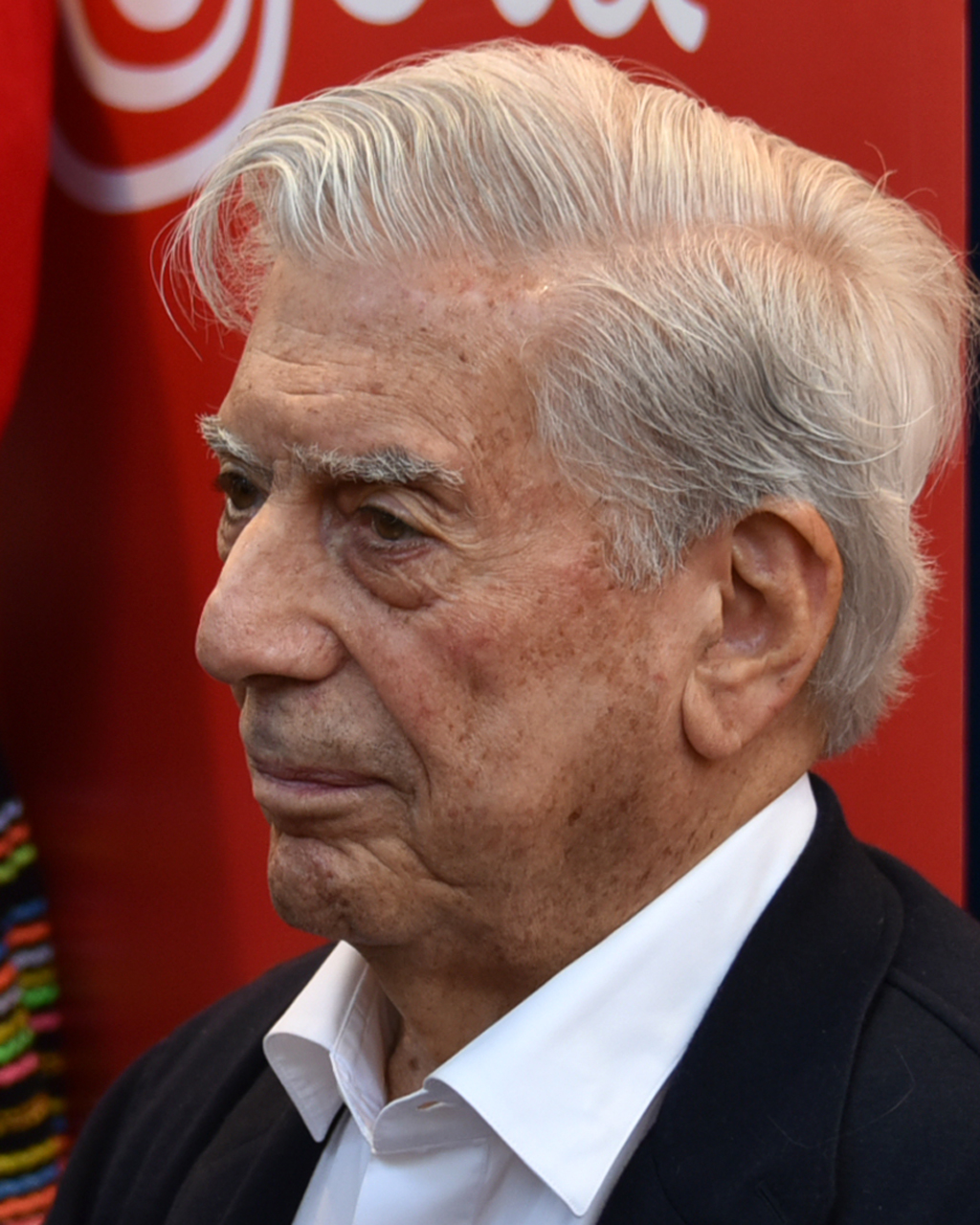
Vargas Llosa (2019)

Politisch hat sich Mario Vargas Llosa von liberal links, in der Endphase seines Lebens, immer weiter nach rechts entwickelt. Es mehrten sich Berichte über Vargas’ Eintreten für rechte bzw. rechtspopulistische Politiker, beispielsweise bei der Präsidentschaftswahl in Chile 2021 für José Antonio Kast, in Peru für Keiko Fujimori, für Jair Bolsonaro bei der Präsidentschaftswahl in Brasilien 2022 und für Javier Milei bei der Präsidentschaftswahl in Argentinien 2023. Sein Eintreten für die politische Rechte unterscheide ihn von anderen lateinamerikanischen Autoren, insbesondere von Gabriel García Márquez oder Pablo Neruda, notierte der Spiegel bei Vargas Llosas Tod. Er war Mitunterzeichner des am 3. März 2022 veröffentlichten Aufrufs zum Frieden, in dem 150 Nobelpreisträger verschiedenster Disziplinen angesichts des von russischem Boden ausgehenden Krieges in der Ukraine zum Frieden aufriefen und eine Deklaration unterzeichneten, die von der Max-Planck-Gesellschaft initiiert und von den Lindauer Nobelpreisträgertagungen unterstützt wurde.
Mitte 2015 wurde bekannt, dass er die Scheidung von Patricia Llosa beantragt habe und eine Beziehung mit der 15 Jahre jüngeren Isabel Preysler habe, der Ex-Frau von Julio Iglesias und Mutter von Enrique Iglesias. Ende 2022 wurde bekannt, dass diese Beziehung beendet sei. Eine seiner Nichten ist die peruanische Filmregisseurin Claudia Llosa (* 1976), sein Cousin der peruanische Filmregisseur Luis Llosa (* 1951).
Mario Vargas Llosa starb am 13. April 2025 im Alter von 89 Jahren in Lima. Die Regierung Perus ordnete Staatstrauer an.

## Werk

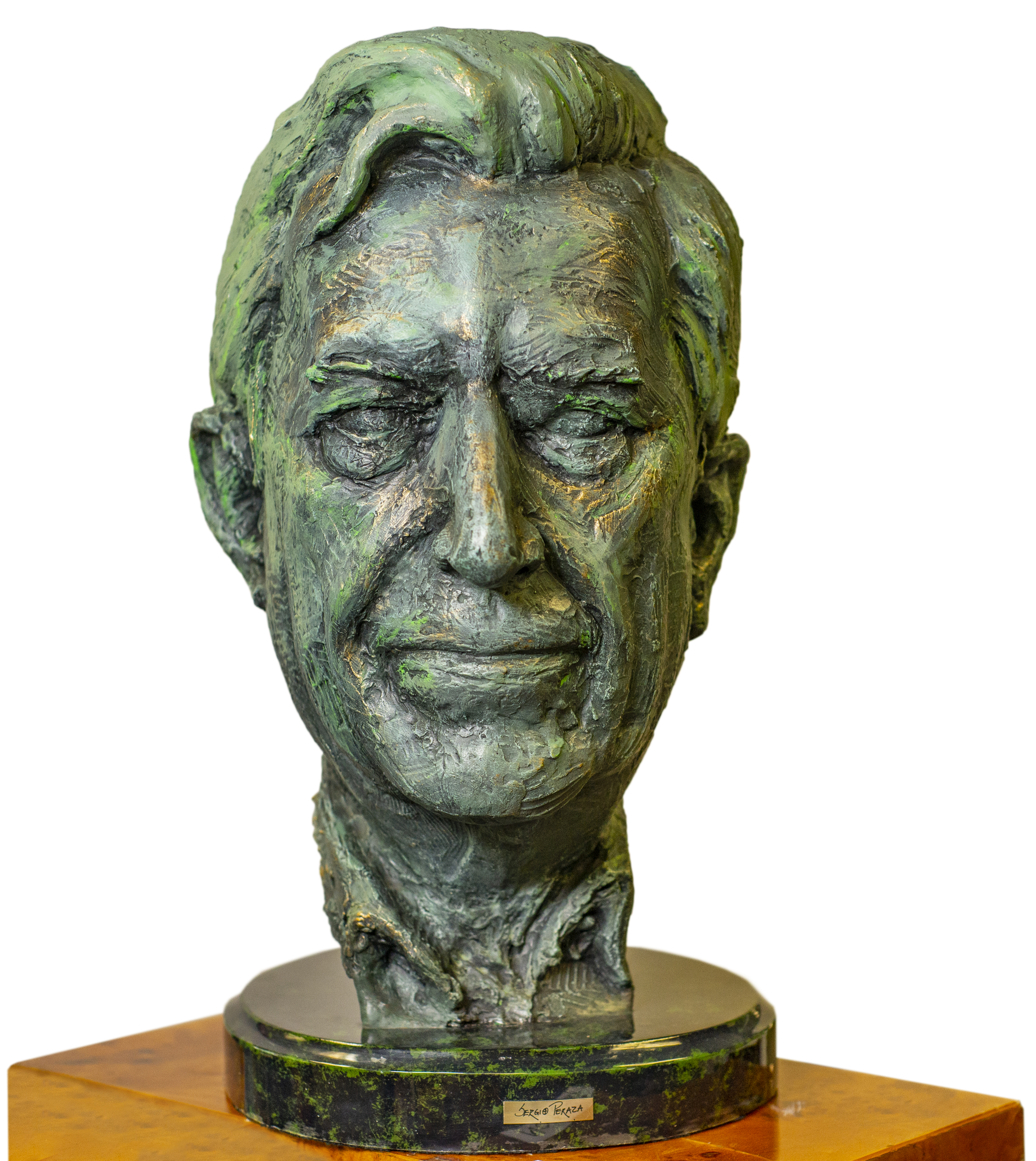
Büste von Mario Vargas Llosa

Viele von Vargas Llosas Werken spielen in Peru und thematisieren dessen Gesellschaft. Vargas Llosa kritisiert häufig undemokratische und korrupte links- oder rechtsgerichtete Systeme, die niedrige Schwelle zur Gewaltbereitschaft und die teilweise rassistische Klassenordnung in Peru und allgemein in Lateinamerika. Spätere Werke spielen – da er nun durch vermehrte Reisetätigkeit als anerkannter Autor auch verstärkt Auslandserfahrungen sammelte – auch in anderen Ländern Lateinamerikas wie Brasilien oder der Dominikanischen Republik. Vargas Llosas Werk greift aber auch davon ausgehend universelle, über Lateinamerika hinausgehende Themen auf.
Sein Schaffen umfasst neben dem „Standardroman“ auch die Genres der Kriminalgeschichte, des Politischen Thrillers, des Historischen Romans, der Komödie sowie Theaterstücke, Essays, politische Schriften und literaturwissenschaftliche Abhandlungen. Viele seiner Schriften haben autobiographischen Charakter. Aufgrund der seinen Werken inhärenten, ideologieunabhängigen Kritik gegenüber allen antidemokratischen und die Menschenrechte missachtenden Regierungen setzte sich Vargas Llosa zwischen alle Stühle und wurde sowohl von links- wie rechtsgerichteten Vertretern und Staaten seines Heimatlandes, in anderen lateinamerikanischen Staaten sowie zum Teil in der westlichen Öffentlichkeit scharf angegriffen. Dem stehen zahlreiche Ehrungen für sein Schaffen durch Organisationen gegenüber, die der Demokratie und dem Humanismus verpflichtet sind.
Die Werke von La ciudad y los perros bis Conversaciones en La Catedral von 1969 sind geprägt von Vargas Llosas eigener Literaturtheorie des „totalen Romans“ (novela total oder totalizante), nach welcher dieser das nicht bescheidene Ziel verfolgen solle, ein möglichst vollständiges, mimetisches Abbild der Realität zu schaffen, das alle Facetten der Wirklichkeit abbilde und damit eine autonome und selbstständige Welt bilde. Vargas Llosa sieht dies in Tolstois „Krieg und Frieden“, Thomas Manns „Der Zauberberg“ sowie im von ihm bewunderten Ritterroman Tirant lo Blanc von Joanot Martorell verwirklicht. Als wesentliches Kriterium des „Totalen Romans“ kann dabei die Darstellung der Zersplitterung der früher vorgeblich einheitlich wahrgenommenen Welt und die Erarbeitung einer künstlerischen, einheitsstiftenden Synthese gesehen werden. Lateinamerikanische Vorläufer von Vargas Llosas Konzept des „Totalen Romans“ waren Ciro Alegría und José María Arguedas.
Die Bücher Vargas Llosas werden in deutscher Übersetzung vom Suhrkamp Verlag herausgegeben. Ein von der spanischen Agentur des Autors organisierter und im November 2010 angekündigter Verlagswechsel zu Rowohlt für das neue Buch El sueño del celta wurde nach einer Intervention des Autors rückgängig gemacht. Die deutsche Übersetzung mit dem Titel Der Traum des Kelten erschien am 12. September 2011 bei Suhrkamp. Das Buch zeichnet die Lebensgeschichte des irischen Nationalisten Roger Casement nach.
Einige seiner Werke und die in ihnen verwendeten Motive und literarischen Techniken werden im Folgenden exemplarisch behandelt.

### „Die Anführer“ und „Die Stadt und die Hunde“
In der Erzählsammlung Los jefes („Die Anführer“) von 1959 und im Roman „Die Stadt und die Hunde“ (La ciudad y los perros) von 1963, durch den er erstmals einem breiteren Publikum bekannt wurde, verarbeitet Vargas Llosa autobiographische Erfahrungen aus der Kadettenanstalt. In diesem Roman wird gezeigt, wie eine von einem Anführer, genannt „Jaguar“, autoritär angeführte Clique die Machtverhältnisse innerhalb der Kadettenanstalt regelt. Ein Mitschüler, der den Diebstahl eines Examenstextes aufdeckt, wird erschossen, und andere an der Aufklärung interessierte Personen werden durch Druck zum Schweigen gebracht. Die Welt der Kadettenanstalt erweist sich als paradigmatisch für durch Machismo, Machtkämpfe und Großspurigkeit geprägte Gesellschaftsstrukturen, in der der Stärkere sich mittels mafiaähnlicher Strukturen durchsetzt. Das Buch wurde 1964 in Lima öffentlich verbrannt.
In „Die jungen Hunde. Schwanz Cuellar“ (Los cachorros. Pichula Cuellar) von 1967 beschreibt Vargas Llosa Frustration als Resultat eines sozialen Determinismus, dessen Kompensation durch waghalsiges Machogehabe und den letztendlich scheiternden Versuch sozialer Integration.

### „Das grüne Haus“
Sein 1965 erschienener Roman Das grüne Haus (La casa verde) gewann 1967 den Literaturpreis Premio Internacional de Novela Rómulo Gallegos. Einige Kritiker, wie zum Beispiel der auf lateinamerikanische Literatur spezialisierte Gerald Martin, sehen ihn als Vargas Llosas wichtigstes Werk und einen der bedeutendsten lateinamerikanischen Romane überhaupt. In diesem komplexen Roman werden fünf kunstvoll parallel geführte Handlungsstränge, in denen Personen und Motive zum Teil aufeinander bezogen sind, zu einem Ganzen zusammengeführt. Fragmente der fünf Handlungsstränge werden in den einzelnen Kapiteln zunächst systematisch und später sporadisch aneinandergefügt, so dass sich der Eindruck einer Simultanbühne mit fünf Stücken ergibt. Der Schauplatz einer vom Urwald geprägten, steinzeitlich wirkenden und dünn besiedelten Amazonasregion mit Missionsstation und einer Garnison kontrastiert mit einer europäisch beeinflussten Kleinstadt an der Küste mit Oberschicht, Kleinbürgertum, Elendsvierteln und dem außerhalb liegenden Bordell namens casa verde. Die Handlungsstränge umfassen einen Zeitraum vom Anfang des 20. Jahrhunderts bis in die 1960er Jahre:
- Die Missionsstation und das Schicksal eines geraubten, missionierten und später verstoßenen Indianermädchens namens Bonifacia, welches später im Bordell casa verde arbeitet.
- Die Geschichte des japanischen Abenteurers Fushia, der sich ein Urwaldimperium errichtet hat.
- Das Schicksal des reichen Begründers des Bordells casa verde Don Anselmo und seiner Tochter Chunga.
- Die Machenschaften der Kautschukhändler, die Indigene und Soldaten gleichermaßen zum Spielball ihrer Interessen machen.
- Die Beschreibung von vier Stammgästen des Bordells, den Unbezwingbaren, und der Beziehung ihres Anführers Lituma zu der Prostituierten Bonifacia (in diesem Handlungsstrang meist Selvatica genannt).

Anhand der Entstehung von La casa verde beschrieb Vargas Llosa 1971 in Historia secreta de una novela seine Techniken und Vorstellungen in Bezug auf die Form des Romans. Er ziele darauf ab, beim Leser dieselbe Desorientierung hervorzurufen, die auch die Sinnsuche der Romanfiguren charakterisiere. Dafür setze er Techniken ein wie die Fragmentierung der Handlung, die bewusste Verwendung von Handlungslücken, die plötzliche und unvorbereitete Einführung neuer Situationen, das Einfügen von Fragmenten anderer Erzählungen, die Ineinanderschachtelung bzw. Verschränkung von Rahmenerzählungen, mythische Elemente sowie die Verschiebung, Überblendung und Vermischung von Erzählperspektiven.

### „Gespräch in der ‚Kathedrale‘“
Das 1969 erschienene Gespräch in der „Kathedrale“ (Conversación en la catedral) ist Vargas Llosas wohl komplexester Roman. Anhand eines Gesprächs von Santiago Zavala, des Sohnes eines Ministers, mit Ambrosio, dem ehemaligen Chauffeur seines Vaters, in der Bar La catedral werden mehr als 70 Einzelschicksale über einen Zeitraum von 14 Jahren beschrieben. Dabei repräsentiert Santiago, der die Wahrheit über die Verstrickungen seines Vaters in Machenschaften des diktatorischen Regimes von Manuel Apolinario Odría Amoretti herausfinden möchte, die Ohnmacht der lateinamerikanischen Intellektuellen. Der aus dem kriminellen Milieu stammende ehemalige Diener Ambrosio mit seiner gemischtrassigen Herkunft (seine Mutter ist indigen indianisch und sein Vater ein Schwarzer) steht für das „einfache Volk“. Vargas Llosa gelingt hier eine relativ umfassende Darstellung der peruanischen Gesellschaft, und er entwirft das Bild einer korrupten und unfähigen einheimischen Bourgeoisie.
Vargas Llosa folgt in diesem wie auch anderen Romanen einer Tendenz der lateinamerikanischen Literatur – beispielsweise bei Cabrera Infante oder José Donoso –, die Protagonisten in der im jeweiligen Land gesprochenen Sprachvarietät und nicht der Hochsprache (hier Spanisch) direkt zu Wort kommen zu lassen. Hierdurch soll dem Leser ohne Intervention des Erzählers ein direkterer und authentischerer Eindruck der Personen und deren Lebenswirklichkeit, der Spontaneität und Expressivität der wirklichen Sprache des Landes vermittelt werden. Die hispanische Literaturwissenschaft diskutiert diese Tendenz auch in Bezug auf Vargas Llosa oft unter dem Terminus oralidad.

### Neuer Stil ab 1973
Nach Conversación en la catedral rückte Vargas Llosa von seinem Konzept des Totalen Romans und teilweise auch von seinen bisherigen Themenschwerpunkten ab. Der Hauptmann und sein Frauenbataillon (Pantaleón y las visitadoras) von 1973 und das auch als Julia und ihre Liebhaber 1990 verfilmte Tante Julia und der Kunstschreiber (La tía Julia y el escribidor) von 1977 sind eher humoristisch und erotisch geprägte, leichter lesbare Texte.
Dennoch tauchten gesellschaftlich-politische Themen in Vargas Llosas Schaffen wieder auf. Die Schwierigkeit, in der modernen medialen Welt zwischen subjektiver Perspektive und objektiver Realität oder Fiktion und Fälschung zu unterscheiden, bilden ein neues, zentrales Thema seiner folgenden Werke. Im historischen Roman Der Krieg am Ende der Welt (La guerra del fin del mundo) von 1981 geht es um die Zerschlagung einer von Staat und gelenkter Presse zur nationalen Bedrohung hochstilisierten religiösen Sekte. Vargas Llosas durch die Zerschlagung des Prager Frühlings endgültig bedingte Abkehr vom Sozialismus hat eine verstärkte Kritik der Praktiken sozialistischer, lateinamerikanischer Regime und Terrororganisationen in seinen Werken zur Folge. Maytas Geschichte (Historia de Mayta) von 1984 beschäftigt sich zum Beispiel mit einem aus einer kommunistischen Gruppierung (wohl Sendero Luminoso) ausgeschlossenen Revolutionär, der danach als Eisdieleninhaber seinen Lebensunterhalt verdient. Auch hier ist die Schwierigkeit und Fragwürdigkeit der Rekonstruktion von Wahrheit durch aufwändige Reisen und Recherchen ein zentraler Topos.

### „Der Geschichtenerzähler“
In dem Roman Der Geschichtenerzähler (El hablador) berichtet ein Ich-Erzähler, der deutliche Züge des Autors Vargas Llosa trägt, die Geschichte eines Freundes, des jüdischstämmigen Saúl Zuratas, der von den peruanischen Urwaldindianern der Machiguenga fasziniert seine Identität aufgibt und sich in das Nomadenvolk integriert. Saúl wird zu einem Geschichtenerzähler, einer Institution dieses Volkes, und gibt die Mythen des Volkes weiter, indem er durch den Urwald zieht und die versprengten Gruppen und Familien der Machiguenga aufsucht, um sie mit Geschichten zu unterhalten. Auf diesem Weg bewahren sie ihre Traditionen, die sie vor der westlichen Zivilisation abschotten und ihre Nähe zur Natur erhalten. In dieser Dialektik von Naturnähe und Zerstörung durch die Industriegesellschaft ist die erzählerische Absicht des Buches zu finden:

„Die Vorstellung des Gleichgewichts zwischen Mensch und Natur, das Bewusstsein der Umweltzerstörung durch die Industriegesellschaft und die moderne Technologie, die Aufwertung des Wissens des Primitiven, der gezwungen ist, seinen Lebensraum zu respektieren, wenn er nicht untergehen will, ist eine Anschauung, die in jenen Jahren zwar noch keine intellektuelle Mode darstellte, aber doch schon allenthalben, selbst in Peru, Wurzeln zu schlagen begann.“

Je 100.000 Taschenbuchausgaben des Buches wurden im Rahmen der Aktion „Eine Stadt. Ein Buch.“ im Oktober 2011 in Wien und Berlin verschenkt.

### Kriminalromane
In seinen beiden an das Genre des Kriminalromans angelehnten Werken Wer hat Palomino Molero umgebracht? (¿Quién mató a Palomino Molero?) von 1986 und Tod in den Anden (Lituma en los Andes) von 1993 eliminiert Vargas Llosa viele inhaltlich und sprachlich entbehrliche Elemente.
In Wer hat Palomino Molero umgebracht? ist die Hauptfigur ein ermordeter mestizischer Soldat. Die geschilderten Nachforschungen ergeben nur, dass er nach seiner Flucht mit der Tochter eines Obersten von diesem anscheinend zu Tode gefoltert wurde. Auch hier bleibt wie in vielen Werken Vargas Llosas ab den 1970er Jahren die wirkliche Beziehung zwischen dem Oberst, der Tochter und dem Soldaten letztlich ungeklärt.
In Tod in den Anden von 1993 versuchen die beiden Polizisten einer abgelegenen Straßenbausiedlung, Korporal Lituma und sein Gehilfe Tomasito, das rätselhafte Verschwinden dreier Menschen aufzuklären. Der Roman ist von einer allgegenwärtigen Gewalt und Brutalität geprägt, ob von Seiten der Terroristen des Leuchtenden Pfades, der diese bekämpfenden Armee und Polizei, der Unterwelt einer Küstenstadt, der animistischen Vorstellungen und Riten der indigenen Bauarbeiter oder der mit ihren Unwettern und Bergstürzen bedrohlichen Natur selbst. Dem Autor gelingt es, die aktuelle peruanische Gewaltbereitschaft und gesellschaftliche Verrohung mit vorkolumbianischen Opferriten zu verbinden und einen (zum Beispiel in den Figuren des Kantinenwirts Dionisio und seiner Frau personifizierten) dionysischen, über Peru und die heutige Zeit hinausweisenden Urgrund von Gewalt und Inhumanität anzudeuten. Vargas Llosa selbst beschreibt im Jahr 1996 seinen Roman in einem Interview mit der Zeitschrift Der Spiegel in ähnlicher Weise. Der Literaturkritiker Gustav Seibt rezensierte in der FAZ: „Der Tod in den Anden ist ein strenges und lehrhaftes Buch, seine Sprache und Erzählweise sind so klar, hart und rätselhaft wie die Landschaft, in der es spielt.“

## Werke

### Autobiografie
- La llamada de la tribu. Alfaguara, Madrid 2018.
  - Deutsche Ausgabe: Der Ruf der Horde. Eine intellektuelle Autobiografie. Aus dem Spanischen übersetzt von Thomas Brovot. Suhrkamp, Berlin 2019, ISBN 978-3-518-42868-9.

### Drama
- La Chunga (Theaterstück, 1986)

### Prosa
- Los jefes (Erzählungen, 1959); Die Anführer, dt. Elke Wehr (2001, enthält Die Anführer, Die Herausforderung, Der jüngere Bruder, Sonntag, Ein Besucher und Der Großvater)
- La ciudad y los perros (Roman, 1963); Die Stadt und die Hunde, dt. Wolfgang Alexander Luchting (1966)
- La casa verde (Roman, 1966); Das grüne Haus, dt. Wolfgang Alexander Luchting (1968)
- Los cachorros (Pichulla Cuéllar) (Novelle, 1967); Die jungen Hunde, dt. Wolfgang Alexander Luchting (1975)
- Conversación en La Catedral (Roman, 1969); Gespräch in der „Kathedrale“, dt. Wolfgang Alexander Luchting (1976)
- Pantaleón y las visitadoras (Roman, 1973); Der Hauptmann und sein Frauenbataillon, dt. Heidrun Adler (1974)
- La orgía perpetua: Flaubert y Madame Bovary (1975); Flaubert und „Madame Bovary“: Die ewige Orgie, dt. Maralde Meyer-Minnemann (1980)
- La tía Julia y el escribidor (Roman, 1977); Tante Julia und der Kunstschreiber, dt. Heidrun Adler (1997) und Thomas Brovot (2011)
- La guerra del fin del mundo (Roman, 1981); Der Krieg am Ende der Welt, dt. Anneliese Botond (1982)
- Historia de Mayta (Roman, 1984); Maytas Geschichte, dt. Elke Wehr (1986)
- ¿Quién mató a Palomino Molero? (Roman, 1986); Wer hat Palomino Molero umgebracht?, dt. Elke Wehr (1988)
- El hablador (Roman, 1987); Der Geschichtenerzähler, dt. Elke Wehr (1990)
- Elogio de la madrastra (Roman, 1988); Lob der Stiefmutter, dt. Elke Wehr (2005)
- Lituma en los Andes (Roman, 1993); Tod in den Anden, dt. Elke Wehr (1996)
- El pez en el agua (Erinnerungen, 1993); Der Fisch im Wasser, dt. Elke Wehr (1995)
- Cartas a un novelista (Roman, 1997); Briefe an einen jungen Schriftsteller, dt. Clementine Kügler (2004)
- Los cuadernos de don Rigoberto (Roman, 1997); Die geheimen Aufzeichnungen des Don Rigoberto, dt. Elke Wehr (1997)
- La fiesta del chivo (Roman, 2000); Das Fest des Ziegenbocks, dt. Elke Wehr (2001)
- El paraíso en la otra esquina (Roman, 2003); Das Paradies ist anderswo, dt. Elke Wehr (2004)
- Travesuras de la niña mala (Roman, 2006); Das böse Mädchen, dt. Elke Wehr (2006)
- El sueño del celta (Roman, 2010); Der Traum des Kelten, dt. Angelica Ammar (2011)
- El heroe discreto (Roman, 2013); Ein diskreter Held, dt. Thomas Brovot (2013)
- Cinco esquinas (Roman, 2016); Die Enthüllung, dt. Thomas Brovot. Suhrkamp Berlin 2016, ISBN 978-3-518-42560-2.
- Tiempos recios (Roman, 2019); Harte Jahre, dt. Thomas Brovot, Suhrkamp Berlin 2020, ISBN 978-3-518-42930-3.
- Le dedico mi silencio (Roman, 2023); Die große Versuchung, dt. Thomas Brovot, Suhrkamp Berlin 2024, ISBN 978-3-518-43178-8. ISBN 3-518-43178-1. ISBN 978-3-518-78052-7

### Kritische Schriften
- Contra viento y marea (ensayos); Gegen Wind und Wetter, dt. Elke Wehr (1988, enthält Albert Camus in neuer Sicht (1962), Literatur ist Feuer (1967), Das Tagebuch des Ché (1968), Literatur und Exil (1968), Flaubert, Sartre und der Nouveau Roman (1974), Albert Camus und die Moral der Grenzen (1975), Antonio consejero (1979), Der billige Intellektuelle (1979), Der Kilobrecher (1980), Der Mandarin (1980), Die Logik des Terrors (1980), Euclides da Cunha (1980), Der Elefant und die Kultur (1981), Die Apra und Peru (1981), Ein Besuch in Lurigancho (1981), Der Trug der Dritte-Welt-Ideologie (1983), Ein Gläschen Champagner, Freundchen? (1983), Freiheit für die Freien? (1983), Das Land mit den tausend Gesichtern (1984), Die Kunst der Lüge (1984), Die Ziele und die Mittel (1984), Die Geburt Perus (1985), Die Kultur der Freiheit (1985), Antwort an Günter Grass (1986))
- Nationalismus als neue Bedrohung, Suhrkamp, Frankfurt am Main 2000, ISBN 978-3-518-41130-8 (Aufsatzsammlung)
- La tentación de lo imposible, ensayo sobre Los Miserables de Victor Hugo (2004); Victor Hugo und die Versuchung des Unmöglichen, dt. Angelica Ammar (2006)
- El viaje a la ficción, ensayo sobre Juan Carlos Onetti (2008); dt. Die Welt des Juan Carlos Onetti. Übersetzt von Angelica Ammar, Suhrkamp, Frankfurt am Main 2009, ISBN 978-3-518-42088-1.
- La civilización del espectáculo, dt. Alles Boulevard: Wer seine Kultur verliert, verliert sich selbst. Übersetzt von Thomas Brovot, Suhrkamp, Berlin 2013, ISBN 978-3-518-42374-5 (Aufsatzsammlung).

## Ehrungen und Auszeichnungen
Mario Vargas Llosa hat mehrere hundert literarische Auszeichnungen, Preise und Medaillen aus zahlreichen Ländern erhalten und wurde von insgesamt 79 Hochschulen in aller Welt zum Ehrendoktor ernannt, darunter die amerikanischen Eliteuniversitäten Harvard, Yale und Georgetown. Den Großteil seiner Auszeichnungen bekam er seit der Verleihung des Literaturnobelpreises im Jahr 2010. Die meisten Auszeichnungen hat er in Spanien bekommen, wo er 2011 von König Juan Carlos I. auch geadelt wurde. Die kurioseste Auszeichnung war ein Preis, mit dem er sein eigenes Körpergewicht in Honig erhielt, seinerzeit etwas mehr als 90 Kilogramm. Im Februar 2023 wurde Vargas Llosa, entgegen den bisher herrschenden Regeln, trotz seines hohen Alters und trotz der Kritiken an seiner politischen Ausrichtung, als erster nicht französisch schreibender Autor in die Académie française aufgenommen.
- 1967: Prémio Rómulo Gallegos
- 1985: Ritter der Ehrenlegion
- 1985: Ritz-Paris Hemingway Award[49]
- 1986: Prinz-von-Asturien-Preis

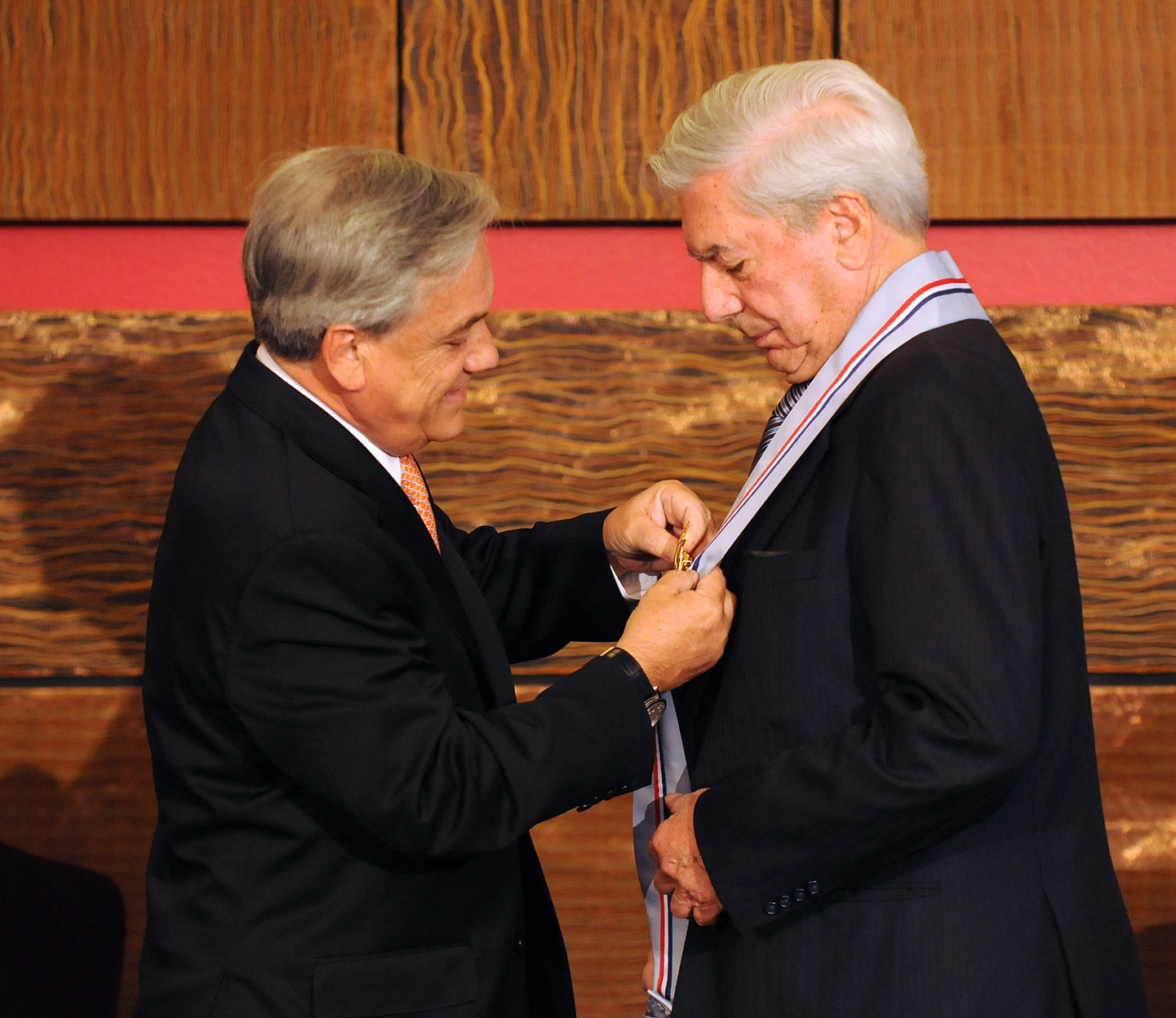
Vargas Llosa (rechts) bei einer Ordensverleihung (2010)

- 1986: Mitglied der American Academy of Arts and Letters[50]
- 1988: Offizier des Ordre des Arts et des Lettres
- 1988: Max Schmidheiny Freiheitspreis[51]
- 1993: Komtur des Ordre des Arts et des Lettres
- 1994: Cervantes-Preis
- 1995: Jerusalempreis für die Freiheit des Individuums in der Gesellschaft
- 1996: Friedenspreis des Deutschen Buchhandels[52]
- 2001: Großkreuz des Ordens El Sol del Perú
- 2008: Prix mondial Cino Del Duca
- 2008: Freiheitspreis der Friedrich-Naumann-Stiftung[53]
- 2010: Nobelpreis für Literatur
- 2011: Orden vom Aztekischen Adler
- 2011: Nobilitierung als Marqués de Vargas Llosa[54][55]
- 2011: Mitglied der American Academy of Arts and Sciences
- 2012: Premio Carlos Fuentes[56]
- 2014: Benennung eines Asteroiden nach ihm: (17466) Vargasllosa
- 2014: Korrespondierendes Mitglied der Academia Brasileira de Letras
- 2021: Aufnahme in die Académie française[57][58][59][60][61]

## Audios
- Kontroverse – Mario Vargas Llosa ist neues Mitglied der Académie Française, Carolin Dylla, Deutschlandfunk 10. Februar 2023, Audio-Version
- Mario Vargas Llosa Nobelpreisträger im Zwielicht, Michi Strausfeld im Gespräch mit Sigrid Brinkmann, Deutschlandfunk Kultur, 9. Januar 2022 Audio-Version
- Literatur-Nobelpreisträger Mario Vargas Llosa wird 85, von Reinhard Spiegelhauer 28. März 2021, Audio-Version

## Verfilmungen
- 1985: Die Stadt und die Hunde (La ciudad y los perros)
- 1987: Der Jaguar (Jaguar)
- 1991: Julia und ihre Liebhaber (Tune in Tomorrow...)
- 2000: Pantaleón y las visitadoras
- 2006: Das Fest des Ziegenbocks (La fiesta del chivo)

## Hörspiel
- 2010: Tante Julia und der Kunstschreiber. Bearbeitung: Daniel Howald, Regie: Claude Pierre Salmony, Sprecher: André Jung, Christoph Bantzer u. a., Schweizer Radio DRS/Der Hörbuchverlag, München (10 CD)